# 슬라이더 (음식)

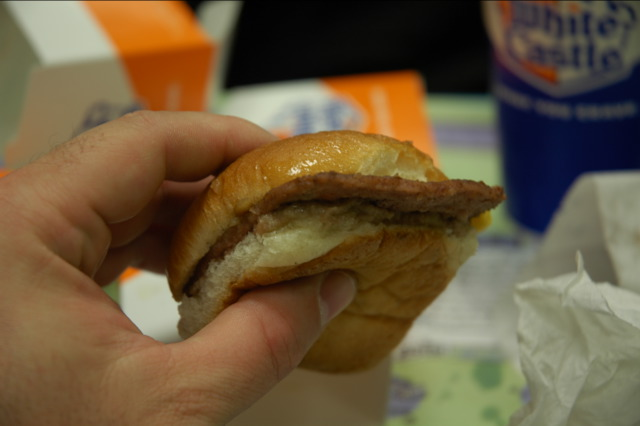
화이트 캐슬의 슬라이더

슬라이더(slider)는 화이트 캐슬에서 생산하고 판매하는 햄버거이다. 이 햄버거는 일반적인 햄버거와는 달리, 한 손에 들어갈 수 있을 정도로 작은 편이다.